# La casa dalle finestre che ridono
La casa dalle finestre che ridono és una pel·lícula italiana giallo del 1976 coescrita i dirigida. per Pupi Avati. La pel·lícula es va rodar a Lido degli Scacchi a la província de Ferrara a la regió d'Emília-Romanya al nord d'Itàlia.

## Argument
Stefano (Lino Capolicchio) arriba a un poble de la zona de Valli di Comacchio on ha estat emprat per restaurar un fresco que representa el que sembla ser el martiri de Sant Sebastià, que ha estat pintada en una paret podrida de l'església local per un misteriós artista mort des de fa temps anomenat Legnani. Mentre s'instal·la temporalment a la casa que abans havia estat propietat de les dues germanes del pintor difunt, Stefano comença un romanç amb una nova i bella mestra d'escola, Francesca (Francesca Marciano), mentrestant descobreix gràcies a alguns habitants que el pintor havia estat un boig que havia derivat el seu art de la vida real. Concretament, Stefano s'assabenta que l'artista, ajudat per les seves dues germanes igualment boges, havia estat un assassí que torturava brutalment a la gent fins a la mort com a inspiració per a les seves horroroses pintures, una pràctica que probablement s'havia utilitzat per a la mateixa pintura que està en procés de restaurar. Mentre Stefano és desanimat per la seva tasca per tota la ciutat, alguns dels vilatans són assassinats brutalment, inclòs el seu patró, i arriba a sospitar que el seu assassí intenta dissuadir-lo de descobrir tota la veritat darrere de l'artista i el seu llegat ominós dins del comunitat adormida.

## Repartiment
- Lino Capolicchio - Stefano
- Francesca Marciano - Francesca
- Gianni Cavina - Coppola
- Giulio Pizzirani - Antonio Mazza
- Vanna Busoni - Mestra
- Andrea Matteuzzi - Poppi
- Bob Tonelli - Solmi
- Pietro Brambilla - Lidio
- Ferdinando Orlandi - Comissari
- Ines Ciaschetti - Conserge
- Flavia Giorgi – Esposa de Poppi
- Eugene Walter - Sarerdot
- Carla Astolfi - Donzella
- Tonino Corazzari - Buono Legnani
- Pina Borione - Laura Legnani
- John Marquette - Sant Sebastià al fresco (no acreditat)

## Producció
La idea de La casa dalle finestre che ridono va sorgir d'una història que el director Pupi Avati havia sentit quan era nen que implicava l'exhumació d'un sacerdot al poble de Sasso Marconi. A principis dels anys 70 es va desenvolupar un primer esborrany del guió sota el títol "La luce dell'ultimo piano", escrit tant per Avati com per Antonion Troisio. Va ser produït per Antonio Cuomo, que més tard es va retirar del projecte. Avati va començar a treballar de nou en el guió després del fracàs financer del seu pel·lícula  Bordella  i va fer diversos canvis en el personatge i la història. La història i el guió final es van atribuir a Pupi Avati i Antonio Avati.
La casa dalle finestre che ridono va ser la primera pel·lícula produïda per la companyia del director Pupi Avati A.M.A. Film. La pel·lícula es va rodar durant cinc setmanes entre abril i maig de 1976 a Comacchio i Minerbio, Ferrara, Itàlia. Tot i que els crèdits indiquen Incir-De Paolis Studios a Roma, es va incloure només per raons burocràtiques.

## Llançament
La casa dalle finestre che ridono es va distribuir a les sales a Itàlia per Euro International Films, el 16 d'agost de 1976. En el seu estrena nacional, la pel·lícula va recaptar un total de 722.135.201 lires italianes.
La casa dalle finestre che ridono es va publicar en DVD Regió 1 el 18 de març de 2003 a través de Paradox Entertainment. l 5 de gener de 2010 la pel·lícula es va estrenar en DVD de Regió 2 a través de Metrodome.

## Recepció
La pel·lícula ha estat ben rebuda per la crítica contemporània. La revisió de la pel·lícula d’ AllMovie va ser favorable, donant-li una puntuació de 3 sobre 5, i va escriure que "[tot i que] els fans de les pel·lícules de terror típiques italianes poden trobar "La casa dalle finestre che ridono[sic] mancad de l'excés estilístic de moltes de les seves peces contemporànies complementàries, supera els seus contemporanis en gairebé totes les altres àrees, "i que estava" imbuïda d'una sensació de por aclaparadora que creix fins a un to gairebé insuportable."
En el conjunt de ressenyes Rotten Tomatoes, encara no s'ha assolit cap puntuació amb només dues valoracions crítiques enviades. Les puntuacions actuals - ambdues "fresques" - són d'Emanuel Levy d'emanuellevy.com, que va donar a la pel·lícula un 3 sobre 5, i Anton Bitel d'Eye for Film, que va donar a la pel·lícula un 4,5 sobre 5, i va escriure: "Sens dubte, un giallo apassionant, però també una intel·ligent al·legoria de les lluites de la Itàlia de la postguerra per emergir dels atemptats feixistes del seu passat recent."

## Disponibilitat i llegat
El 9 d'agost de 2011  Trailers From Hell  va penjar un segment de vídeo de la pel·lícula a YouTube, en què Eli Roth parla dels seus sentiments sobre els seus mèrits i el giallo, opinant que és "un gran lloc per començar [en el giallo]" i "entre els millors" del gènere, en última instància, comparant la pel·lícula amb el treball de Dario Argento, Mario Bava, i Lucio Fulci - "els mestres del giallo."
Es va projectar com a exemple destacat del seu gènere al British Film Institute el novembre de 2019.